# Allerdale
Allerdale este un district nemetropolitan din Regatul Unit, situat în comitatul Cumbria din regiunea North West, Anglia. 

## Orașe în cadrul districtului
- Aspatria
- Cockermouth
- Keswick
- Maryport
- Workington

1. ↑   https://ons.maps.arcgis.com/home/item.html?id=a79de233ad254a6d9f76298e666abb2b Lipsește sau este vid: |title= (ajutor)